# پل بزرگ تیانجین
پل بزرگ تیانجین (به انگلیسی: Tianjin Grand Bridge) پل خط آهنی است که بین دو شهر لانگ فنگ و چینگ احداث شده و بخشی از مسیر خط آهن تندروی پکن-شانگهای می‌باشد. این پل با طول ۱۱۳٫۷ کیلومتر یکی از طولانی‌ترین پل‌ها در جهان است و در کتاب رکوردهای گینس به عنوان دومین پل بزرگ جهان به ثبت رسیده است. ساخت این پل در سال ۲۰۱۰ به اتمام رسید و در سال ۲۰۱۱ افتتاح گردید.